# علی‌آباد موسه لی
علی‌آباد موسه لی، روستایی از توابع بخش جره و بالاده شهرستان کازرون در استان فارس ایران است.

## جمعیت
این روستا در دهستان دادین قرار دارد و براساس سرشماری مرکز آمار ایران در سال ۱۳۸۵، جمعیت آن ۵۰۸ نفر (۱۰۵خانوار) بوده‌است.